# Телекомуникациони оператор
Телекомуникациони оператори су предузећа која се баве фиксном телефонијом, оперативном телефонијом као и преносом података.

## Листа телекомуникационих оператера Србије
У нашој земљи постоје три телекомуникациона оператора фиксне телефоније, четири оператора мобилне телефоније и неколико оператора преноса података.
- Телеком Србија је домаћи телекомуникациони оператор фиксне телефоније у Србији који има право да експлоатише класичну јавну фиксну телефонску мрежу и поседује укупан укључени претплатнички систем од 2945000 претплатника (право монопола је истекло 9.06.2005. године).
- СББ је провајдер кабловске телевизије и широкопојасног интернета у Србији. Од 2020. SBB је највећи кабловски оператор са тржишним уделом од 46%, други највећи провајдер интернета са тржишним уделом од 32,08% и друга највећа фиксна телекомуникациона мрежа са уделом од 19,1%.[1]
- Телеком Србија је такође оператор мобилне телефоније са позивним бројевима те 064, 065 и 066 (ГСМ). Број корисника мобилне телефоније је 5640000 с 1565 базних станица (2008).
- Yettel Srbija је други оператор мобилне телефоније у Србији са позивним бројевима 062, 063 и 069. Број корисника мобилне телефоније је 2900000 (2007).
- A1 Srbija је трећи оператор мобилне телефоније, са позивним бројевима мреже 060, 061 и 068, и са 500000 корисника (2008).
- Globaltel је био виртуални мобилни оператор у са седиштем у Београду, власништву Телекома Србија[мртва веза] и 067 позивним бројем. Глобалтел је са пословањем почео 13. децембра 2016, а пословање је завршио 1. децембра 2023 године Архивирано на веб-сајту  (10. август 2024).
- Телеком Србија поседује међународну дозволу за повезивање (Интерконекцију) са другим земљама у региону, као и за пружање услуга преноса података на дигиталном нивоу.

1. ↑  RATEL (Decembar 2021. godine). „PREGLED TRŽIŠTA TELEKOMUNIKACIJA I POŠTANSKIH USLUGA U REPUBLICI SRBIJI U 2020. GODINI” (PDF). Приступљено 28. 03. 2023. Проверите вредност парамет(а)ра за датум: |date= (помоћ)